# Experimentos de Rayleigh y Brace

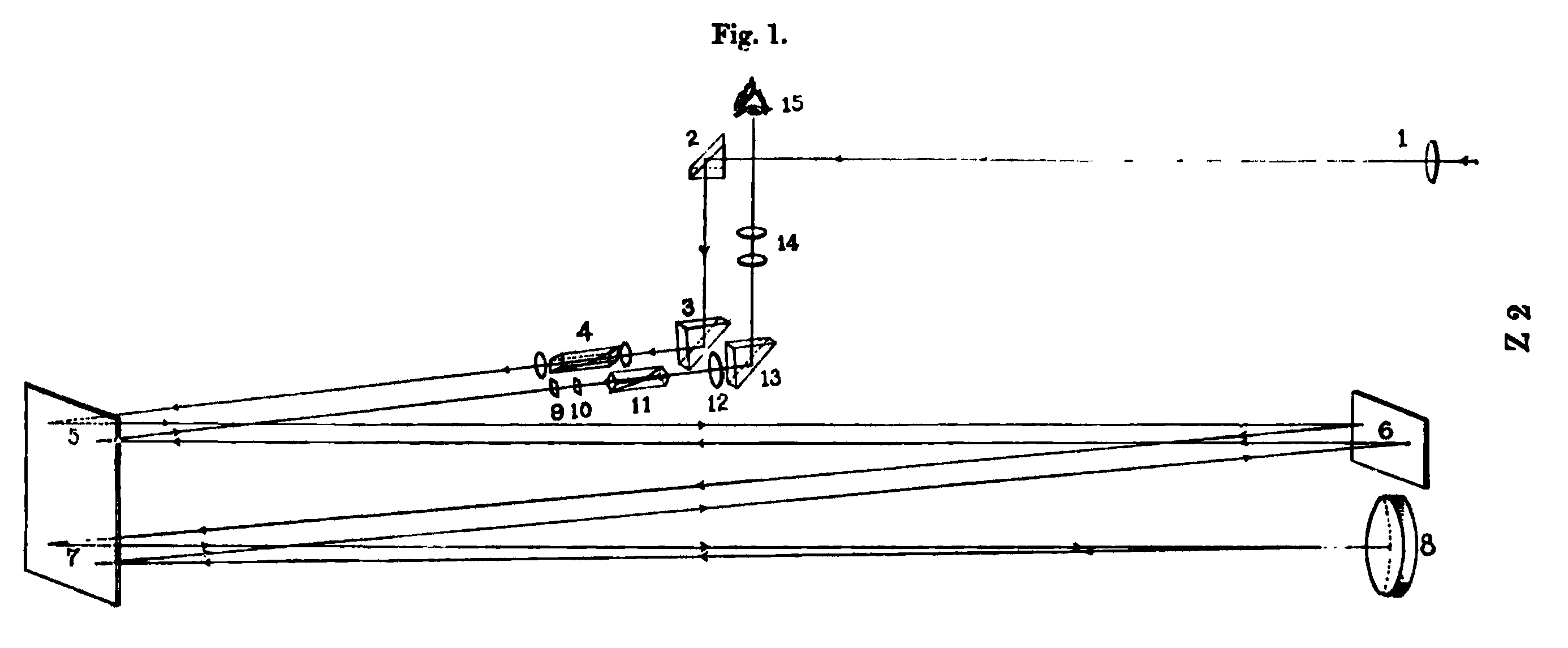
Experimento de Brace, versión mejorada del ensayo ideado por Rayleigh

Los experimentos de Rayleigh y Brace (1902, 1904) tenían como objetivo mostrar si la contracción de Lorentz implicaba la aparición de un fenómeno de birrefringencia o no. Fueron algunos de los primeros experimentos ópticos para medir el movimiento relativo de la Tierra respecto al éter lo suficientemente precisos como para detectar magnitudes de segundo orden del valor de v/c (la velocidad de la Tierra dividida por velocidad de la luz). Los resultados obtenidos fueron negativos, lo que tuvo gran importancia para el desarrollo de la transformación de Lorentz, y en consecuencia, de la teoría de la relatividad (véase también pruebas de la relatividad especial).

## Los experimentos
Para explicar el resultado negativo del experimento de Michelson y Morley, George FitzGerald (1889) y Hendrik Antoon Lorentz (1892) introdujeron la hipótesis de la contracción, que postulaba que los cuerpos se acortan cuando se desplazan a  través del éter estacionario.
Lord Rayleigh (1902) interpretó esta contracción como una compresión mecánica que debería conducir a la anisotropía óptica de los materiales, por lo que los diferentes índices de refracción provocarían la aparición de un fenómeno de birrefringencia. Para medir este efecto, instaló un tubo de 76 cm de longitud sobre una mesa giratoria. El tubo se cerró con vidrio en sus extremos, y se llenó con sulfuro de carbono o agua, de forma que el líquido quedó situado entre dos prismas de Nicol. A través del líquido, la luz (producida por una lámpara eléctrica y, más importante, por una luz de calcio) se enviaba de un lado a otro. El experimento fue lo suficientemente preciso como para medir retrasos de 16000 de la mitad de longitud de onda, "es decir", del orden 1,2×10-10. Dependiendo de la dirección relativa al movimiento de la Tierra, el retraso esperado debido a la birrefringencia fue del orden 10−8, lo que estaba dentro de la precisión del experimento. Por lo tanto, fue, además del experimento de Michelson y Morley y del experimento de Trouton y Noble, uno de los pocos experimentos mediante los cuales se pudieron detectar magnitudes de segundo orden respecto a v/c. Sin embargo, el resultado fue completamente negativo. Rayleigh repitió los experimentos con capas de placas de vidrio (aunque con una precisión disminuida en un factor de 100) y nuevamente obtuvo un resultado negativo.
Sin embargo, esos experimentos fueron criticados por DeWitt Bristol Brace (1904), quien sostuvo que Rayleigh no había considerado adecuadamente las consecuencias de la contracción (0,5×10-8 en lugar de 1×10−8) así como del índice de refracción, por lo que los resultados no fueron concluyentes. Por lo tanto, Brace realizó experimentos de mucha mayor precisión. Empleó un aparato de 4,13 m de largo, 15 cm de ancho y 27 cm de profundidad, que estaba lleno de agua y que podía girar (según el experimento) alrededor de un eje vertical u horizontal. Se proyectó luz solar a través del agua mediante un sistema de lentes, espejos y prismas de reflexión, y se reflejó 7 veces para recorrer 28,5 m. De esta forma se observó un retraso del orden 7,8×10-13. Sin embargo, Brace también obtuvo un resultado negativo. Otra instalación experimental con vidrio en lugar de agua (precisión: 4,5×10-11) tampoco mostró signos de birrefringencia.
Brace interpretó inicialmente la ausencia de birrefringencia como una refutación de la contracción de la longitud. Sin embargo, Lorentz (1904) y Joseph Larmor (1904) demostraron que cuando se mantiene la hipótesis de la contracción y se emplea la transformación de Lorentz completa (es decir, incluida la transformación del tiempo), entonces se puede explicar el resultado negativo. Además, si el principio de relatividad se considera válido desde el principio, como en la teoría de la relatividad especial de Albert Einstein (1905), entonces el resultado es bastante claro, ya que un observador en movimiento traslacional uniforme puede considerarse en reposo y, en consecuencia, no experimentará por este motivo efecto alguno. Por lo tanto, un observador comovil no puede medir la contracción de longitud y debe complementarse con la dilatación del tiempo para observadores no móviles, lo que posteriormente también fue confirmado por el experimento de Trouton y Rankine (1908) y el experimento de Kennedy y Thorndike (1932).